# Kristineberg (commune de Lycksele)
Kristineberg est un village situé dans la commune de Lycksele du comté de Västerbotten en Suède. 331 habitants y vivent.